# Upplands runinskrifter 740
Upplands runinskrifter 740 är en vikingatida runsten av gnejsgranit i Hemsta, Boglösa socken och Enköpings kommun. 
Runstenen är 2,2 meter hög och 1,3 meter bred. Runhöjden är 7-10 centimeter. Stenen är signerad av runristaren Balle.

## Inskriften
Translitterering av runraden:
· a(r)uatr ' let ' raisa ' stain · at ' arbion · [b]roþur '· sin · koþan · ba[li ' (r)]...-... runiʀ · þisam ·
Normalisering till runsvenska:
Arnhvatr let ræisa stæin at Arnbiorn, broður sinn goðan. Balli r[isti] runiʀ þessaʀ.
Översättning till nusvenska:
Arnvat lät resa stenen efter Arnbjörn, sin gode broder. Balle [ristade] dessa runor.